# Lubuk Kertang
Lubuk Kertang is een bestuurslaag in het regentschap Langkat van de provincie Noord-Sumatra, Indonesië. Lubuk Kertang telt 2891 inwoners (volkstelling 2010).